# Giacomo Benvenuti
Giacomo Benvenuti (Toscolano, (Llombardia), 16 de març de 1885 - Barbarano-Saló, (Llombardia, 20 de gener de 1943) va ser un compositor i musicòleg italià.
Era fill de l'organista Cristoforo Benvenuti i va estudiar al Liceo Musicale a Bolonya sota Luigi Torchi (musicologia) i Marco Enrico Bossi (òrgan). El 1919 la seva col·lecció de cançons per a veu i acompanyament de piano, 1 Canti 1 voce: Accompagnamento amb di piano, es va publicar a Bolonya. El 1922 es va publicar una col·lecció de cançons d'art del segle XVII 35 Arie vari Compositors del secolo XVII. El compositor Samuel Barber va estudiar les obres de Giulio Caccini, Andrea Falconieri, i altres compositors italians joves entre ells Benvenuti (Milà, 1933-34. Va fer de professor de contrapunt, tenint entre els seus alumnes a Guido Agosti.
Per al Teatre de l'Opera de Roma va adaptar de Claudio Monteverdi, L'Orfeo per a una producció que es va estrenar el 27 de desembre de 1934. L'adaptació va ser utilitzada més tard pel primer enregistrament de l'Orfeo el 1939, que incloïa l'actuació de l'orquestra de la Scala de Milà sota la direcció de Ferruccio Calusio.